# CREDO reference
Credo Reference antes Xrefer, es una empresa que ofrece material de referencia en línea basado en un sistema de suscripción. Ofrece textos completos en línea de cerca de 1200 obras de referencia publicadas por más de 70 editoriales, incluyendo diccionarios generales, diccionarios temáticos y enciclopedias.
La empresa fue fundada en 1999 como Xrefer e inicialmente era un proveedor de libre acceso a varias docenas de obras de referencia. El servicio de suscripción «Xreferplus» inició en 2002, ofreciendo una amplia colección de materiales de referencia y una interfaz personalizable. El sitio Xrefer de libre acceso se descontinuó en junio de 2003. El nombre CREDO reference fue adoptado en 2007. Ese mismo año, la compañía trasladó su oficina en Inglaterra de la ciudad de Londres a Oxford.
Las suscripciones están disponibles para bibliotecas académicas, gubernamentales, públicas y empresariales. El acceso a CREDO reference es gratuito para los usuarios finales siempre que su biblioteca este suscrita. CREDO reference ofrece varios paquetes, lo que permite a los bibliotecarios seleccionar los títulos que desee incluir. La oferta central de la compañía es «Credo General Reference» (Referencias generales Credo), se complementa con «Publisher Collections» (Las colecciones del editor) y «Subject Collections» (Colecciones temáticas), esto permite a los bibliotecarios elegir el contenido más relevante para sus clientes. «Credo Topic Pages» (Páginas temáticas Credo) recopilan información sobre un tema determinado, este producto fue desarrollado en respuesta a un estudio de 2009 que reveló que los estudiantes a menudo carecen de contexto suficiente para procesar la gran cantidad de información disponible en línea